# Rupes Toscanelli

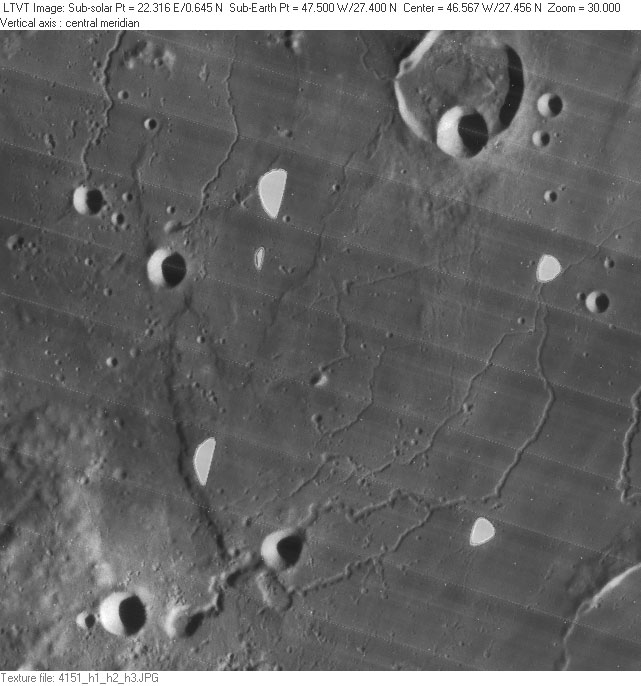
Rupes Toscanelli sfotografowany w trakcie misji Lunar Orbiter 4

Rupes Toscanelli – uskok tektoniczny na powierzchni Księżyca  o długości około 70 km. Współrzędne selenograficzne ☾ 27,4°N 47,5°W/27,400000 -47,500000. Znajduje się w pobliżu krateru Aristarchus.
Nazwa klifu pochodzi od pobliskiego krateru Toscanelli, który z kolei został nazwany nazwiskiem włoskiego matematyka i astronoma Paolo dal Pozzo Toscanelliego (1397-1482).